# Sant Martí de Puigcercós

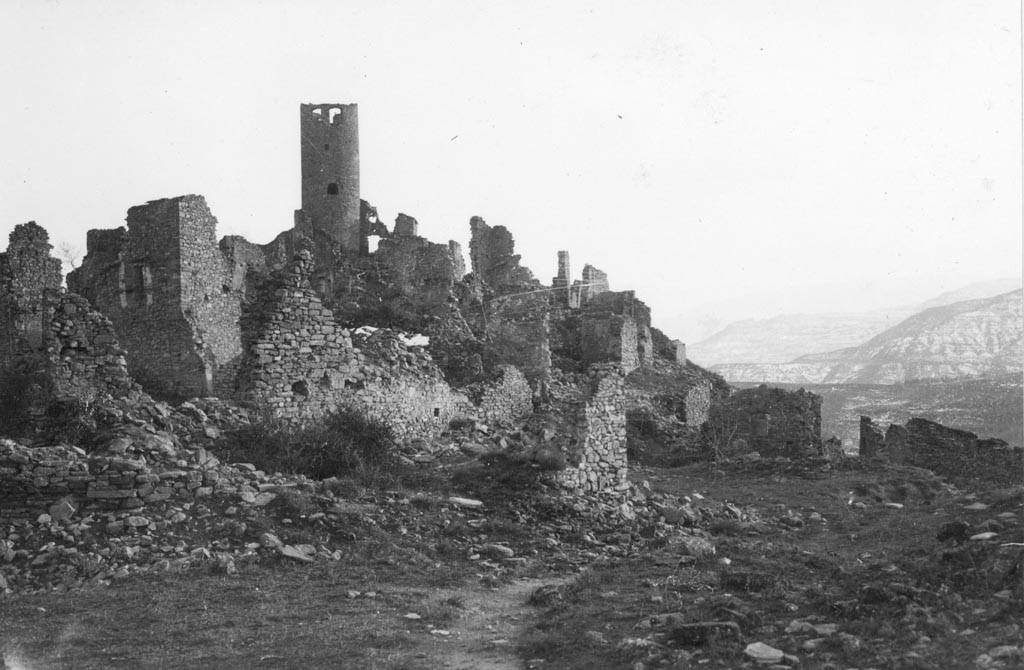
Imatge de les restes de l'antiga església.

|  | Per a altres significats, vegeu «Sant Martí de Puigcercós (nova)». |

Sant Martí de Puigcercós fou l'antiga església parroquial romànica del poble de Puigcercós, situada al capdamunt del turó on se situava el poble vell i el castell de Puigcercós. Pertany, doncs, a l'enclavat de Puigcercós, de l'antic terme de Palau de Noguera, municipi de Tremp. Sembla que era un edifici d'una sola nau, coberta amb volta de canó reforçada amb arcs torals i amb absis semicircular a llevant. Entre les restes de l'església, embardissades i difícils de veure actualment, hi ha detalls constructius d'un cert treball d'escultura, com impostes bisellades, per exemple. Devia ser del segle xii. Al segle xix va ser substituïda per la nova església de Sant Martí de Puigcercós.